# وینچنزو سانتورووو
وینچنزو سانتورووو (انگلیسی: Vincenzo Santoruvo؛ زادهٔ ۸ ژوئن ۱۹۷۸) بازیکن فوتبال اهل ایتالیا است.
از باشگاه‌هایی که در آن بازی کرده‌است می‌توان به باشگاه فوتبال فروزینونه و باشگاه فوتبال باری اشاره کرد.